# Buffeventius
Buffeventius is een geslacht van kevers uit de familie  
kniptorren (Elateridae).
Het geslacht is voor het eerst wetenschappelijk beschreven in 1925 door Fleutiaux.

## Soorten
Het geslacht omvat de volgende soorten:
- Buffeventius lividus Fleutiaux, 1925
- Buffeventius somnambulus Wurst, Schimmel & Platia, 2001